# (73591) 1359 T-2
(73591) 1359 T-2 – planetoida z pasa głównego asteroid okrążająca Słońce w ciągu 3,32 lat w średniej odległości 2,23 j.a. Odkryta 30 września 1973 roku.